# Tour d'Italie féminin 2007
La 18e édition du Tour d'Italie féminin (Giro Donne 2007, Giro d'Italia Internazionale Femminile en italien) a lieu du 6 au 14 juillet 2007. La course fait partie du calendrier UCI féminin en catégorie 2.1.
Edita Pučinskaitė remporte le prologue, Nicole Brändli y perd du temps. Giorgia Bronzini remporte le sprint de la première étape et Marianne Vos celui de la seconde. Diana Žiliūtė prend le maillot rose à l'issue de la troisième étape. Le contre-la-montre en côte est décisif pour le classement général. Edita Pučinskaitė est la plus rapide et reprend la tête du classement général. Ina-Yoko Teutenberg est la plus rapide de l'emballage final sur la quatrième étape. La cinquième étape permet aux favorites de s'affronter. Nicole Brändli s'impose et remonte à la deuxième place du classement général. Judith Arndt déjoue les pronostics en sortant à deux kilomètres de l'arrivée de la sixième étape. Sa coéquipière Ina-Yoko Teutenberg remporte dans un nouveau sprint la septième étape. Une échappée se dispute la victoire de l'ultime étape et Svetlana Boubnenkova gagne après un final aux multiples rebondissements. Edita Pučinskaitė remporte l'épreuve devant Nicole Brändli et María Isabel Moreno. Marianne Vos gagne le classement par points, Boubnenkova celui de la montagne et Tatiana Guderzo celui de la meilleure jeune. Bourbenkova est plus tard déclassée pour dopage.

## Présentation

### Parcours
Le prologue est long de trois kilomètres, peu technique et plat. La première étape, longue de 168 km ou 150,6 km selon les sources, passe devant le siège de pasta Zara, l'un des partenaires d'une équipe en course. La quatrième étape monte le Mont Sacré d'Arona avant de revenir vers Novare.  La troisième étape escalade le Monte Serra qui a une pente moyenne de 7 % avec des maximums à 10 %. La cinquième étape a lieu à Cittiglio également point de départ du Trofeo Alfredo Binda-Comune di Cittiglio sur des routes similaires, c'est-à-dire vallonnées. La montée vers Brinzio est escaladée deux fois. En fin d'étape, la montée vers Arcumeggia est longue de 5,5 km. La septième étape se court sur un circuit réalisé sept fois. Le lendemain, deux tours de 23 km sont effectués avant une grande boucle de 60 km avec deux ascensions. La dernière étape a lieu à Seregno, où se trouve également le siège de Dilà, le partenaire du maillot rose.

### Équipes
| Équipes féminines professionnelles (17)- AA Drink-Cycling Team - A.S. Team FRW - Bizkaia-Panda Software-Durango - Bigla - CMAX Dila-Guerciotti-Cogeas - DSB Bank - Flexpoint - Fenixs-HPB - Menikini-Selle Italia-Gysko - Equipe Nürnberger Versicherung - Raleigh Lifeforce Creation HB - Safi-Pasta Zara Manhattan - SC Michela Fanini Record Rox - Saccarelli EMU Marsciano - T-Mobile - Top Girls Fassa Bortolo Raxy Line - USC Chirio Forno d'Asolo Équipe nationale- Espagne Équipe féminine amateur- Colavita-Sutter Home p/b Cooking Light |
| |

### Favorites
La vainqueur sortante, Edita Pučinskaitė, est une des favorites, tous comme la double vainqueur Nicole Brändli et la troisième de l'édition 2006 ainsi que vainqueur du Tour de l'Aude Susanne Ljungskog. La vainqueur 2005, Nicole Cooke, peut reproduire sa performance. La jeune championne du monde Marianne Vos peut créer la surprise après sa prestation sur le Tour de l'Aude.

## Étapes
| Étape     | Date      | Villes étapes                                 | type                      | Distance (km) | Vainqueur d'étape    | Leader du classement général |
| --------- | --------- | --------------------------------------------- | ------------------------- | ------------- | -------------------- | ---------------------------- |
| Prologue  | 6 juill.  | Crocetta del Montello – Crocetta del Montello | prologue                  | 3             | Edita Pučinskaitė    | Edita Pučinskaitė            |
| 1re étape | 7 juill.  | Riese Pio X – Pontecchio Polesine             | étape de plaine           | 168           | Giorgia Bronzini     | Edita Pučinskaitė            |
| 2e étape  | 8 juill.  | Rio Saliceto – Correggio                      | étape de plaine           | 125,7         | Marianne Vos         | Diana Žiliūtė                |
| 3e étape  | 9 juill.  | Buti – Calci                                  | contre-la-montre en côte  | 10,2          | Edita Pučinskaitė    | Edita Pučinskaitė            |
| 4e étape  | 10 juill. | Novare – Novare                               | étape vallonnée           | 122,6         | Ina-Yoko Teutenberg  | Edita Pučinskaitė            |
| 5e étape  | 11 juill. | Cittiglio – Cittiglio                         | étape de moyenne montagne | 104,5         | Nicole Brändli       | Edita Pučinskaitė            |
| 6e étape  | 12 juill. | Cornaredo – Cornaredo                         | étape de plaine           | 132,3         | Judith Arndt         | Edita Pučinskaitė            |
| 7e étape  | 13 juill. | Misinto – Ceriano Laghetto                    | étape de plaine           | 124,6         | Ina-Yoko Teutenberg  | Edita Pučinskaitė            |
| 8e étape  | 14 juill. | Seregno – Seregno                             | étape vallonnée           | 104,4         | Svetlana Boubnenkova | Edita Pučinskaitė            |

## Déroulement de la course

### Prologue
Nicole Cooke est finalement fortait, nécessitant une période de repos. Edita Pučinskaitė remporte le prologue inaugural devant la favorite Karin Thürig. Nicole Brändli, vainqueur les deux années précédentes du premier contre-la-montre, est seulement dix-huitième. Marianne Vos est victime d'une chute,.
| \| Classement de l'étape \| Classement de l'étape \| Classement de l'étape \| Classement de l'étape \| Classement de l'étape \| \| Coureur \| Coureur \| Pays \| Équipe \| Temps \| \| --------------------- \| --------------------- \| --------------------- \| ------------------------------ \| --------------------- \| \| 1re \| Edita Pučinskaitė \| Lituanie \| Equipe Nürnberger Versicherung \| 3 min 49 s \| \| 2e \| Karin Thürig \| Suisse \| Raleigh Lifeforce Creation HB \| + 1 s \| \| 3e \| Susanne Ljungskog \| Suède \| Flexpoint \| + 2 s \| \| 4e \| Charlotte Becker \| Allemagne \| Equipe Nürnberger Versicherung \| + 2 s \| \| 5e \| Zulfiya Zabirova \| Kazakhstan \| Bigla \| + 3 s \| \| 6e \| Joanne Kiesanowski \| Nouvelle-Zélande \| Raleigh Lifeforce Creation HB \| + 4 s \| \| 7e \| Svetlana Boubnenkova \| Russie \| Fenixs-HPB \| + 4 s \| \| 8e \| Diana Žiliūtė \| Lituanie \| Safi-Pasta Zara Manhattan \| + 5 s \| \| 9e \| Judith Arndt \| Allemagne \| T-Mobile \| + 5 s \| \| 10e \| Kirsten Wild \| Pays-Bas \| AA Drink-Cycling Team \| + 5 s \| |                      |                  |                                |            |
| |                      |                  |                                |            |
| |                      |                  |                                |            |
| Classement de l'étape |                      |                  |                                |            |
| Coureur | Coureur              | Pays             | Équipe                         | Temps      |
| 1re | Edita Pučinskaitė    | Lituanie         | Equipe Nürnberger Versicherung | 3 min 49 s |
| 2e | Karin Thürig         | Suisse           | Raleigh Lifeforce Creation HB  | + 1 s      |
| 3e | Susanne Ljungskog    | Suède            | Flexpoint                      | + 2 s      |
| 4e | Charlotte Becker     | Allemagne        | Equipe Nürnberger Versicherung | + 2 s      |
| 5e | Zulfiya Zabirova     | Kazakhstan       | Bigla                          | + 3 s      |
| 6e | Joanne Kiesanowski   | Nouvelle-Zélande | Raleigh Lifeforce Creation HB  | + 4 s      |
| 7e | Svetlana Boubnenkova | Russie           | Fenixs-HPB                     | + 4 s      |
| 8e | Diana Žiliūtė        | Lituanie         | Safi-Pasta Zara Manhattan      | + 5 s      |
| 9e | Judith Arndt         | Allemagne        | T-Mobile                       | + 5 s      |
| 10e | Kirsten Wild         | Pays-Bas         | AA Drink-Cycling Team          | + 5 s      |

### 1reétape
Ludivine Henrion est la première échappée. Elle est rapidement reprise. Au kilomètre quatre-vingt-sept, Miho Oki et Alessandra D'Ettorre sortent. Elles comptent jusqu'à quatre minutes quarante-et-une seconde d'avance. Les équipes de sprinteuses se coordonnent néanmoins et provoque un regroupement. Julia Martisova contre, puis Noemi Cantele et Nicole Brändli, mais le sprint est inévitable. Giorgia Bronzini s'impose dans la ville du partenaire de son équipe,.
| \| Classement de l'étape \| Classement de l'étape \| Classement de l'étape \| Classement de l'étape \| Classement de l'étape \| \| Coureur \| Coureur \| Pays \| Équipe \| Temps \| \| --------------------- \| --------------------- \| --------------------- \| ------------------------------ \| --------------------- \| \| 1re \| Giorgia Bronzini \| Italie \| Safi-Pasta Zara Manhattan \| 4 h 13 min 35 s \| \| 2e \| Regina Schleicher \| Allemagne \| Equipe Nürnberger Versicherung \| + 0 s \| \| 3e \| Grete Treier \| Estonie \| SC Michela Fanini Record Rox \| + 0 s \| \| 4e \| Marianne Vos \| Pays-Bas \| DSB Bank \| + 0 s \| \| 5e \| Martina Corazza \| Italie \| A.S. Team FRW \| + 0 s \| \| 6e \| Kirsten Wild \| Pays-Bas \| AA Drink-Cycling Team \| + 0 s \| \| 7e \| Rochelle Gilmore \| Australie \| Menikini-Selle Italia-Gysko \| + 0 s \| \| 8e \| Monia Baccaille \| Italie \| Saccarelli EMU Marsciano \| + 0 s \| \| 9e \| Diana Žiliūtė \| Lituanie \| Safi-Pasta Zara Manhattan \| + 0 s \| \| 10e \| Monica Holler \| Suède \| Bigla \| + 0 s \| |                   |           |                                |                 |
| |                   |           |                                |                 |
| |                   |           |                                |                 |
| Classement de l'étape |                   |           |                                |                 |
| Coureur | Coureur           | Pays      | Équipe                         | Temps           |
| 1re | Giorgia Bronzini  | Italie    | Safi-Pasta Zara Manhattan      | 4 h 13 min 35 s |
| 2e | Regina Schleicher | Allemagne | Equipe Nürnberger Versicherung | + 0 s           |
| 3e | Grete Treier      | Estonie   | SC Michela Fanini Record Rox   | + 0 s           |
| 4e | Marianne Vos      | Pays-Bas  | DSB Bank                       | + 0 s           |
| 5e | Martina Corazza   | Italie    | A.S. Team FRW                  | + 0 s           |
| 6e | Kirsten Wild      | Pays-Bas  | AA Drink-Cycling Team          | + 0 s           |
| 7e | Rochelle Gilmore  | Australie | Menikini-Selle Italia-Gysko    | + 0 s           |
| 8e | Monia Baccaille   | Italie    | Saccarelli EMU Marsciano       | + 0 s           |
| 9e | Diana Žiliūtė     | Lituanie  | Safi-Pasta Zara Manhattan      | + 0 s           |
| 10e | Monica Holler     | Suède     | Bigla                          | + 0 s           |

| \| Classement général \| Classement général \| Classement général \| Classement général \| Classement général \| \| Coureur \| Coureur \| Pays \| Équipe \| Temps \| \| ------------------ \| -------------------- \| ------------------ \| ------------------------------ \| ------------------ \| \| 1re \| Edita Pučinskaitė \| Lituanie \| Equipe Nürnberger Versicherung \| 4 h 17 min 24 s \| \| 2e \| Karin Thürig \| Suisse \| Raleigh Lifeforce Creation HB \| + 1 s \| \| 3e \| Susanne Ljungskog \| Suède \| Flexpoint \| + 2 s \| \| 4e \| Zulfiya Zabirova \| Kazakhstan \| Bigla \| + 3 s \| \| 5e \| Joanne Kiesanowski \| Nouvelle-Zélande \| Raleigh Lifeforce Creation HB \| + 4 s \| \| 6e \| Svetlana Boubnenkova \| Russie \| Fenixs-HPB \| + 4 s \| \| 7e \| Diana Žiliūtė \| Lituanie \| Safi-Pasta Zara Manhattan \| + 5 s \| \| 8e \| Judith Arndt \| Allemagne \| T-Mobile \| + 5 s \| \| 9e \| Kirsten Wild \| Pays-Bas \| AA Drink-Cycling Team \| + 5 s \| \| 10e \| Katherine Bates \| Australie \| T-Mobile \| + 5 s \| |                      |                  |                                |                 |
| |                      |                  |                                |                 |
| |                      |                  |                                |                 |
| Classement général |                      |                  |                                |                 |
| Coureur | Coureur              | Pays             | Équipe                         | Temps           |
| 1re | Edita Pučinskaitė    | Lituanie         | Equipe Nürnberger Versicherung | 4 h 17 min 24 s |
| 2e | Karin Thürig         | Suisse           | Raleigh Lifeforce Creation HB  | + 1 s           |
| 3e | Susanne Ljungskog    | Suède            | Flexpoint                      | + 2 s           |
| 4e | Zulfiya Zabirova     | Kazakhstan       | Bigla                          | + 3 s           |
| 5e | Joanne Kiesanowski   | Nouvelle-Zélande | Raleigh Lifeforce Creation HB  | + 4 s           |
| 6e | Svetlana Boubnenkova | Russie           | Fenixs-HPB                     | + 4 s           |
| 7e | Diana Žiliūtė        | Lituanie         | Safi-Pasta Zara Manhattan      | + 5 s           |
| 8e | Judith Arndt         | Allemagne        | T-Mobile                       | + 5 s           |
| 9e | Kirsten Wild         | Pays-Bas         | AA Drink-Cycling Team          | + 5 s           |
| 10e | Katherine Bates      | Australie        | T-Mobile                       | + 5 s           |

### 2eétape
Un tour de 13,3 km est parcouru neuf fois. Adrie Visser, Maja Adamsen et Élodie Touffet sont échappées durant deux tours. Monica Holler la contre, mais est aussi reprise. À quatre kilomètres de l'arrivée, Julia Martisova tente seule, mais sans plus de succès. L'étape se termine au sprint par une victoire de Marianne Vos,.
| \| Classement de l'étape \| Classement de l'étape \| Classement de l'étape \| Classement de l'étape \| Classement de l'étape \| \| Coureur \| Coureur \| Pays \| Équipe \| Temps \| \| --------------------- \| --------------------- \| --------------------- \| ------------------------------ \| --------------------- \| \| 1re \| Marianne Vos \| Pays-Bas \| DSB Bank \| 3 h 05 min 36 s \| \| 2e \| Diana Žiliūtė \| Lituanie \| Safi-Pasta Zara Manhattan \| + 0 s \| \| 3e \| Oenone Wood \| Australie \| T-Mobile \| + 0 s \| \| 4e \| Regina Schleicher \| Allemagne \| Equipe Nürnberger Versicherung \| + 0 s \| \| 5e \| Chantal Beltman \| Pays-Bas \| T-Mobile \| + 0 s \| \| 6e \| Grete Treier \| Estonie \| SC Michela Fanini Record Rox \| + 0 s \| \| 7e \| Monica Holler \| Suède \| Bigla \| + 0 s \| \| 8e \| Linda Villumsen \| Danemark \| T-Mobile \| + 5 s \| \| 9e \| Martina Corazza \| Italie \| A.S. Team FRW \| + 5 s \| \| 10e \| Tania Belvederesi \| Italie \| A.S. Team FRW \| + 5 s \| |                   |           |                                |                 |
| |                   |           |                                |                 |
| |                   |           |                                |                 |
| Classement de l'étape |                   |           |                                |                 |
| Coureur | Coureur           | Pays      | Équipe                         | Temps           |
| 1re | Marianne Vos      | Pays-Bas  | DSB Bank                       | 3 h 05 min 36 s |
| 2e | Diana Žiliūtė     | Lituanie  | Safi-Pasta Zara Manhattan      | + 0 s           |
| 3e | Oenone Wood       | Australie | T-Mobile                       | + 0 s           |
| 4e | Regina Schleicher | Allemagne | Equipe Nürnberger Versicherung | + 0 s           |
| 5e | Chantal Beltman   | Pays-Bas  | T-Mobile                       | + 0 s           |
| 6e | Grete Treier      | Estonie   | SC Michela Fanini Record Rox   | + 0 s           |
| 7e | Monica Holler     | Suède     | Bigla                          | + 0 s           |
| 8e | Linda Villumsen   | Danemark  | T-Mobile                       | + 5 s           |
| 9e | Martina Corazza   | Italie    | A.S. Team FRW                  | + 5 s           |
| 10e | Tania Belvederesi | Italie    | A.S. Team FRW                  | + 5 s           |

| \| Classement général \| Classement général \| Classement général \| Classement général \| Classement général \| \| Coureur \| Coureur \| Pays \| Équipe \| Temps \| \| ------------------ \| ------------------ \| ------------------ \| ------------------------------ \| ------------------ \| \| 1re \| Diana Žiliūtė \| Lituanie \| Safi-Pasta Zara Manhattan \| 7 h 22 min 59 s \| \| 2e \| Chantal Beltman \| Pays-Bas \| T-Mobile \| + 6 s \| \| 3e \| Oenone Wood \| Australie \| T-Mobile \| + 7 s \| \| 4e \| Monica Holler \| Suède \| Bigla \| + 8 s \| \| 5e \| Grete Treier \| Estonie \| SC Michela Fanini Record Rox \| + 8 s \| \| 6e \| Edita Pučinskaitė \| Lituanie \| Equipe Nürnberger Versicherung \| + 9 s \| \| 7e \| Karin Thürig \| Suisse \| Raleigh Lifeforce Creation HB \| + 10 s \| \| 8e \| Joanne Kiesanowski \| Nouvelle-Zélande \| Raleigh Lifeforce Creation HB \| + 10 s \| \| 9e \| Regina Schleicher \| Allemagne \| Equipe Nürnberger Versicherung \| + 10 s \| \| 10e \| Susanne Ljungskog \| Suède \| Flexpoint \| + 11 s \| |                    |                  |                                |                 |
| |                    |                  |                                |                 |
| |                    |                  |                                |                 |
| Classement général |                    |                  |                                |                 |
| Coureur | Coureur            | Pays             | Équipe                         | Temps           |
| 1re | Diana Žiliūtė      | Lituanie         | Safi-Pasta Zara Manhattan      | 7 h 22 min 59 s |
| 2e | Chantal Beltman    | Pays-Bas         | T-Mobile                       | + 6 s           |
| 3e | Oenone Wood        | Australie        | T-Mobile                       | + 7 s           |
| 4e | Monica Holler      | Suède            | Bigla                          | + 8 s           |
| 5e | Grete Treier       | Estonie          | SC Michela Fanini Record Rox   | + 8 s           |
| 6e | Edita Pučinskaitė  | Lituanie         | Equipe Nürnberger Versicherung | + 9 s           |
| 7e | Karin Thürig       | Suisse           | Raleigh Lifeforce Creation HB  | + 10 s          |
| 8e | Joanne Kiesanowski | Nouvelle-Zélande | Raleigh Lifeforce Creation HB  | + 10 s          |
| 9e | Regina Schleicher  | Allemagne        | Equipe Nürnberger Versicherung | + 10 s          |
| 10e | Susanne Ljungskog  | Suède            | Flexpoint                      | + 11 s          |

### 3eétape
Edita Pučinskaitė remporte le contre-la-montre en côte, qui escalade le Monte Serra. Les écarts sont importants,.
| \| Classement de l'étape \| Classement de l'étape \| Classement de l'étape \| Classement de l'étape \| Classement de l'étape \| \| Coureur \| Coureur \| Pays \| Équipe \| Temps \| \| --------------------- \| --------------------- \| --------------------- \| ------------------------------ \| --------------------- \| \| 1re \| Edita Pučinskaitė \| Lituanie \| Equipe Nürnberger Versicherung \| 30 min 06 s \| \| 2e \| María Isabel Moreno \| Espagne \| Espagne \| + 1 s \| \| 3e \| Fabiana Luperini \| Italie \| Menikini-Selle Italia-Gysko \| + 35 s \| \| 4e \| Susanne Ljungskog \| Suède \| Flexpoint \| + 1 min 03 s \| \| 5e \| Nicole Brändli \| Suisse \| Bigla \| + 1 min 16 s \| \| 6e \| Judith Arndt \| Allemagne \| T-Mobile \| + 1 min 23 s \| \| 7e \| Claudia Häusler \| Allemagne \| Equipe Nürnberger Versicherung \| + 1 min 31 s \| \| 8e \| Linda Villumsen \| Danemark \| T-Mobile \| + 1 min 55 s \| \| 9e \| Rosane Kirch \| Brésil \| SC Michela Fanini Record Rox \| + 2 min 04 s \| \| 10e \| Tatiana Guderzo \| Italie \| AA Drink-Cycling Team \| + 2 min 12 s \| |                     |           |                                |              |
| |                     |           |                                |              |
| |                     |           |                                |              |
| Classement de l'étape |                     |           |                                |              |
| Coureur | Coureur             | Pays      | Équipe                         | Temps        |
| 1re | Edita Pučinskaitė   | Lituanie  | Equipe Nürnberger Versicherung | 30 min 06 s  |
| 2e | María Isabel Moreno | Espagne   | Espagne                        | + 1 s        |
| 3e | Fabiana Luperini    | Italie    | Menikini-Selle Italia-Gysko    | + 35 s       |
| 4e | Susanne Ljungskog   | Suède     | Flexpoint                      | + 1 min 03 s |
| 5e | Nicole Brändli      | Suisse    | Bigla                          | + 1 min 16 s |
| 6e | Judith Arndt        | Allemagne | T-Mobile                       | + 1 min 23 s |
| 7e | Claudia Häusler     | Allemagne | Equipe Nürnberger Versicherung | + 1 min 31 s |
| 8e | Linda Villumsen     | Danemark  | T-Mobile                       | + 1 min 55 s |
| 9e | Rosane Kirch        | Brésil    | SC Michela Fanini Record Rox   | + 2 min 04 s |
| 10e | Tatiana Guderzo     | Italie    | AA Drink-Cycling Team          | + 2 min 12 s |

| \| Classement général \| Classement général \| Classement général \| Classement général \| Classement général \| \| Coureur \| Coureur \| Pays \| Équipe \| Temps \| \| ------------------ \| ------------------- \| ------------------ \| ------------------------------ \| ------------------ \| \| 1re \| Edita Pučinskaitė \| Lituanie \| Equipe Nürnberger Versicherung \| 7 h 53 min 14 s \| \| 2e \| María Isabel Moreno \| Espagne \| Espagne \| + 24 s \| \| 3e \| Fabiana Luperini \| Italie \| Menikini-Selle Italia-Gysko \| + 48 s \| \| 4e \| Susanne Ljungskog \| Suède \| Flexpoint \| + 1 min 05 s \| \| 5e \| Nicole Brändli \| Suisse \| Bigla \| + 1 min 20 s \| \| 6e \| Judith Arndt \| Allemagne \| T-Mobile \| + 1 min 28 s \| \| 7e \| Claudia Häusler \| Allemagne \| Equipe Nürnberger Versicherung \| + 1 min 45 s \| \| 8e \| Linda Villumsen \| Danemark \| T-Mobile \| + 2 min 00 s \| \| 9e \| Tatiana Guderzo \| Italie \| AA Drink-Cycling Team \| + 2 min 23 s \| \| 10e \| Rosane Kirch \| Brésil \| SC Michela Fanini Record Rox \| + 2 min 30 s \| |                     |           |                                |                 |
| |                     |           |                                |                 |
| |                     |           |                                |                 |
| Classement général |                     |           |                                |                 |
| Coureur | Coureur             | Pays      | Équipe                         | Temps           |
| 1re | Edita Pučinskaitė   | Lituanie  | Equipe Nürnberger Versicherung | 7 h 53 min 14 s |
| 2e | María Isabel Moreno | Espagne   | Espagne                        | + 24 s          |
| 3e | Fabiana Luperini    | Italie    | Menikini-Selle Italia-Gysko    | + 48 s          |
| 4e | Susanne Ljungskog   | Suède     | Flexpoint                      | + 1 min 05 s    |
| 5e | Nicole Brändli      | Suisse    | Bigla                          | + 1 min 20 s    |
| 6e | Judith Arndt        | Allemagne | T-Mobile                       | + 1 min 28 s    |
| 7e | Claudia Häusler     | Allemagne | Equipe Nürnberger Versicherung | + 1 min 45 s    |
| 8e | Linda Villumsen     | Danemark  | T-Mobile                       | + 2 min 00 s    |
| 9e | Tatiana Guderzo     | Italie    | AA Drink-Cycling Team          | + 2 min 23 s    |
| 10e | Rosane Kirch        | Brésil    | SC Michela Fanini Record Rox   | + 2 min 30 s    |

### 4eétape
Marta Bastianelli est seule en tête durant quarante kilomètres avec une avance maximale de deux minutes. À dix-sept kilomètres de l'arrivée, Kate Bates et Mirjam Melchers s'échappent. Elles sont reprises dans les tout derniers mètres de l'étape. Ina-Yoko Teutenberg lève les bras,,.
| \| Classement de l'étape \| Classement de l'étape \| Classement de l'étape \| Classement de l'étape \| Classement de l'étape \| \| Coureur \| Coureur \| Pays \| Équipe \| Temps \| \| --------------------- \| --------------------- \| --------------------- \| ----------------------------- \| --------------------- \| \| 1re \| Ina-Yoko Teutenberg \| Allemagne \| T-Mobile \| 3 h 04 min 00 s \| \| 2e \| Rochelle Gilmore \| Australie \| Menikini-Selle Italia-Gysko \| + 0 s \| \| 3e \| Giorgia Bronzini \| Italie \| Safi-Pasta Zara Manhattan \| + 0 s \| \| 4e \| Katherine Bates \| Australie \| T-Mobile \| + 0 s \| \| 5e \| Joanne Kiesanowski \| Nouvelle-Zélande \| Raleigh Lifeforce Creation HB \| + 0 s \| \| 6e \| Adrie Visser \| Pays-Bas \| DSB Bank \| + 0 s \| \| 7e \| Julia Martisova \| Russie \| A.S. Team FRW \| + 0 s \| \| 8e \| Marianne Vos \| Pays-Bas \| DSB Bank \| + 0 s \| \| 9e \| Grete Treier \| Estonie \| SC Michela Fanini Record Rox \| + 0 s \| \| 10e \| Sarah Düster \| Allemagne \| Raleigh Lifeforce Creation HB \| + 0 s \| |                     |                  |                               |                 |
| |                     |                  |                               |                 |
| |                     |                  |                               |                 |
| Classement de l'étape |                     |                  |                               |                 |
| Coureur | Coureur             | Pays             | Équipe                        | Temps           |
| 1re | Ina-Yoko Teutenberg | Allemagne        | T-Mobile                      | 3 h 04 min 00 s |
| 2e | Rochelle Gilmore    | Australie        | Menikini-Selle Italia-Gysko   | + 0 s           |
| 3e | Giorgia Bronzini    | Italie           | Safi-Pasta Zara Manhattan     | + 0 s           |
| 4e | Katherine Bates     | Australie        | T-Mobile                      | + 0 s           |
| 5e | Joanne Kiesanowski  | Nouvelle-Zélande | Raleigh Lifeforce Creation HB | + 0 s           |
| 6e | Adrie Visser        | Pays-Bas         | DSB Bank                      | + 0 s           |
| 7e | Julia Martisova     | Russie           | A.S. Team FRW                 | + 0 s           |
| 8e | Marianne Vos        | Pays-Bas         | DSB Bank                      | + 0 s           |
| 9e | Grete Treier        | Estonie          | SC Michela Fanini Record Rox  | + 0 s           |
| 10e | Sarah Düster        | Allemagne        | Raleigh Lifeforce Creation HB | + 0 s           |

| \| Classement général \| Classement général \| Classement général \| Classement général \| Classement général \| \| Coureur \| Coureur \| Pays \| Équipe \| Temps \| \| ------------------ \| ------------------- \| ------------------ \| ------------------------------ \| ------------------ \| \| 1re \| Edita Pučinskaitė \| Lituanie \| Equipe Nürnberger Versicherung \| 10 h 57 min 14 s \| \| 2e \| María Isabel Moreno \| Espagne \| Espagne \| + 24 s \| \| 3e \| Fabiana Luperini \| Italie \| Menikini-Selle Italia-Gysko \| + 48 s \| \| 4e \| Susanne Ljungskog \| Suède \| Flexpoint \| + 1 min 05 s \| \| 5e \| Nicole Brändli \| Suisse \| Bigla \| + 1 min 20 s \| \| 6e \| Judith Arndt \| Allemagne \| T-Mobile \| + 1 min 28 s \| \| 7e \| Claudia Häusler \| Allemagne \| Equipe Nürnberger Versicherung \| + 1 min 45 s \| \| 8e \| Linda Villumsen \| Danemark \| T-Mobile \| + 2 min 00 s \| \| 9e \| Tatiana Guderzo \| Italie \| AA Drink-Cycling Team \| + 2 min 23 s \| \| 10e \| Rosane Kirch \| Brésil \| SC Michela Fanini Record Rox \| + 2 min 30 s \| |                     |           |                                |                  |
| |                     |           |                                |                  |
| |                     |           |                                |                  |
| Classement général |                     |           |                                |                  |
| Coureur | Coureur             | Pays      | Équipe                         | Temps            |
| 1re | Edita Pučinskaitė   | Lituanie  | Equipe Nürnberger Versicherung | 10 h 57 min 14 s |
| 2e | María Isabel Moreno | Espagne   | Espagne                        | + 24 s           |
| 3e | Fabiana Luperini    | Italie    | Menikini-Selle Italia-Gysko    | + 48 s           |
| 4e | Susanne Ljungskog   | Suède     | Flexpoint                      | + 1 min 05 s     |
| 5e | Nicole Brändli      | Suisse    | Bigla                          | + 1 min 20 s     |
| 6e | Judith Arndt        | Allemagne | T-Mobile                       | + 1 min 28 s     |
| 7e | Claudia Häusler     | Allemagne | Equipe Nürnberger Versicherung | + 1 min 45 s     |
| 8e | Linda Villumsen     | Danemark  | T-Mobile                       | + 2 min 00 s     |
| 9e | Tatiana Guderzo     | Italie    | AA Drink-Cycling Team          | + 2 min 23 s     |
| 10e | Rosane Kirch        | Brésil    | SC Michela Fanini Record Rox   | + 2 min 30 s     |

### 5eétape
La première échappée est formée d'Alison Powers et Bettina Kuhn (Jennifer Hohl selon cycling news) et sort au kilomètre vingt-trois. À partir du cinquantième kilomètre, Powers est seule en tête. Un groupe de onze revient finalement sur le duo, puis un autre de sept juste avec d'atteindre le pied de la difficulté vers Arcumeggia. Kim Anderson, Noemi Cantele et Luisa Tamanini (Marta Bastianelli et Charlotte Becker à la place de Cantele selon cycling news) entament l'ascension en tête. À huit kilomètres du but, Nicole Brändli sort du groupe de poursuite et revient puis passe le quatuor dans la descente. Elle s'impose seule. Marta Bastianelli prend la seconde place.
| \| Classement de l'étape \| Classement de l'étape \| Classement de l'étape \| Classement de l'étape \| Classement de l'étape \| \| Coureur \| Coureur \| Pays \| Équipe \| Temps \| \| --------------------- \| --------------------- \| --------------------- \| ---------------------------- \| --------------------- \| \| 1re \| Nicole Brändli \| Suisse \| Bigla \| 2 h 50 min 59 s \| \| 2e \| Marta Bastianelli \| Italie \| Safi-Pasta Zara Manhattan \| + 46 s \| \| 3e \| Marianne Vos \| Pays-Bas \| DSB Bank \| + 52 s \| \| 4e \| Monia Baccaille \| Italie \| Saccarelli EMU Marsciano \| + 52 s \| \| 5e \| Grete Treier \| Estonie \| SC Michela Fanini Record Rox \| + 52 s \| \| 6e \| Judith Arndt \| Allemagne \| T-Mobile \| + 52 s \| \| 7e \| Svetlana Boubnenkova \| Russie \| Fenixs-HPB \| + 52 s \| \| 8e \| Julia Martisova \| Russie \| A.S. Team FRW \| + 52 s \| \| 9e \| Noemi Cantele \| Italie \| Bigla \| + 52 s \| \| 10e \| Susanne Ljungskog \| Suède \| Flexpoint \| + 52 s \| |                      |           |                              |                 |
| |                      |           |                              |                 |
| |                      |           |                              |                 |
| Classement de l'étape |                      |           |                              |                 |
| Coureur | Coureur              | Pays      | Équipe                       | Temps           |
| 1re | Nicole Brändli       | Suisse    | Bigla                        | 2 h 50 min 59 s |
| 2e | Marta Bastianelli    | Italie    | Safi-Pasta Zara Manhattan    | + 46 s          |
| 3e | Marianne Vos         | Pays-Bas  | DSB Bank                     | + 52 s          |
| 4e | Monia Baccaille      | Italie    | Saccarelli EMU Marsciano     | + 52 s          |
| 5e | Grete Treier         | Estonie   | SC Michela Fanini Record Rox | + 52 s          |
| 6e | Judith Arndt         | Allemagne | T-Mobile                     | + 52 s          |
| 7e | Svetlana Boubnenkova | Russie    | Fenixs-HPB                   | + 52 s          |
| 8e | Julia Martisova      | Russie    | A.S. Team FRW                | + 52 s          |
| 9e | Noemi Cantele        | Italie    | Bigla                        | + 52 s          |
| 10e | Susanne Ljungskog    | Suède     | Flexpoint                    | + 52 s          |

| \| Classement général \| Classement général \| Classement général \| Classement général \| Classement général \| \| Coureur \| Coureur \| Pays \| Équipe \| Temps \| \| ------------------ \| ------------------- \| ------------------ \| ------------------------------ \| ------------------ \| \| 1re \| Edita Pučinskaitė \| Lituanie \| Equipe Nürnberger Versicherung \| 13 h 49 min 05 s \| \| 2e \| Nicole Brändli \| Suisse \| Bigla \| + 18 s \| \| 3e \| María Isabel Moreno \| Espagne \| Espagne \| + 28 s \| \| 4e \| Fabiana Luperini \| Italie \| Menikini-Selle Italia-Gysko \| + 52 s \| \| 5e \| Susanne Ljungskog \| Suède \| Flexpoint \| + 1 min 05 s \| \| 6e \| Judith Arndt \| Allemagne \| T-Mobile \| + 1 min 28 s \| \| 7e \| Linda Villumsen \| Danemark \| T-Mobile \| + 2 min 04 s \| \| 8e \| Tatiana Guderzo \| Italie \| AA Drink-Cycling Team \| + 2 min 23 s \| \| 9e \| Marianne Vos \| Pays-Bas \| DSB Bank \| + 2 min 45 s \| \| 10e \| Grete Treier \| Estonie \| SC Michela Fanini Record Rox \| + 3 min 06 s \| |                     |           |                                |                  |
| |                     |           |                                |                  |
| |                     |           |                                |                  |
| Classement général |                     |           |                                |                  |
| Coureur | Coureur             | Pays      | Équipe                         | Temps            |
| 1re | Edita Pučinskaitė   | Lituanie  | Equipe Nürnberger Versicherung | 13 h 49 min 05 s |
| 2e | Nicole Brändli      | Suisse    | Bigla                          | + 18 s           |
| 3e | María Isabel Moreno | Espagne   | Espagne                        | + 28 s           |
| 4e | Fabiana Luperini    | Italie    | Menikini-Selle Italia-Gysko    | + 52 s           |
| 5e | Susanne Ljungskog   | Suède     | Flexpoint                      | + 1 min 05 s     |
| 6e | Judith Arndt        | Allemagne | T-Mobile                       | + 1 min 28 s     |
| 7e | Linda Villumsen     | Danemark  | T-Mobile                       | + 2 min 04 s     |
| 8e | Tatiana Guderzo     | Italie    | AA Drink-Cycling Team          | + 2 min 23 s     |
| 9e | Marianne Vos        | Pays-Bas  | DSB Bank                       | + 2 min 45 s     |
| 10e | Grete Treier        | Estonie   | SC Michela Fanini Record Rox   | + 3 min 06 s     |

### 6eétape
Dans le deuxième tour, au kilomètre trente, un groupe de trois coureuses se forme. Il s'agit de : Katherine Bates, Dorte Lohse Rasmussen et Anna Zugno. Il est repris à la fin du troisième tour, soit dix-sept kilomètres plus loin. Dans le quatrième tour, une nouvelle échappée, dangereuse sort. Elle comprend : Ina-Yoko Teutenberg, Luisa Tamanini, Adrie Visser et Bettina Kuhn. Leur avance culmine à trois minutes trente. Après une longue chasse des équipes de sprinteuses, le groupe est repris sous la bannière des deux kilomètres. Judith Arndt contre et n'est pas rejointe. Giorgia Bronzini remporte le sprint du peloton,.
| \| Classement de l'étape \| Classement de l'étape \| Classement de l'étape \| Classement de l'étape \| Classement de l'étape \| \| Coureur \| Coureur \| Pays \| Équipe \| Temps \| \| --------------------- \| --------------------- \| --------------------- \| ---------------------------- \| --------------------- \| \| 1re \| Judith Arndt \| Allemagne \| T-Mobile \| 3 h 10 min 00 s \| \| 2e \| Giorgia Bronzini \| Italie \| Safi-Pasta Zara Manhattan \| + 0 s \| \| 3e \| Rochelle Gilmore \| Australie \| Menikini-Selle Italia-Gysko \| + 0 s \| \| 4e \| Marianne Vos \| Pays-Bas \| DSB Bank \| + 0 s \| \| 5e \| Susanne Ljungskog \| Suède \| Flexpoint \| + 0 s \| \| 6e \| Grete Treier \| Estonie \| SC Michela Fanini Record Rox \| + 0 s \| \| 7e \| Julia Martisova \| Russie \| A.S. Team FRW \| + 0 s \| \| 8e \| Oenone Wood \| Australie \| T-Mobile \| + 0 s \| \| 9e \| Kirsten Wild \| Pays-Bas \| AA Drink-Cycling Team \| + 0 s \| \| 10e \| Monia Baccaille \| Italie \| Saccarelli EMU Marsciano \| + 0 s \| |                   |           |                              |                 |
| |                   |           |                              |                 |
| |                   |           |                              |                 |
| Classement de l'étape |                   |           |                              |                 |
| Coureur | Coureur           | Pays      | Équipe                       | Temps           |
| 1re | Judith Arndt      | Allemagne | T-Mobile                     | 3 h 10 min 00 s |
| 2e | Giorgia Bronzini  | Italie    | Safi-Pasta Zara Manhattan    | + 0 s           |
| 3e | Rochelle Gilmore  | Australie | Menikini-Selle Italia-Gysko  | + 0 s           |
| 4e | Marianne Vos      | Pays-Bas  | DSB Bank                     | + 0 s           |
| 5e | Susanne Ljungskog | Suède     | Flexpoint                    | + 0 s           |
| 6e | Grete Treier      | Estonie   | SC Michela Fanini Record Rox | + 0 s           |
| 7e | Julia Martisova   | Russie    | A.S. Team FRW                | + 0 s           |
| 8e | Oenone Wood       | Australie | T-Mobile                     | + 0 s           |
| 9e | Kirsten Wild      | Pays-Bas  | AA Drink-Cycling Team        | + 0 s           |
| 10e | Monia Baccaille   | Italie    | Saccarelli EMU Marsciano     | + 0 s           |

| \| Classement général \| Classement général \| Classement général \| Classement général \| Classement général \| \| Coureur \| Coureur \| Pays \| Équipe \| Temps \| \| ------------------ \| ------------------- \| ------------------ \| ------------------------------ \| ------------------ \| \| 1re \| Edita Pučinskaitė \| Lituanie \| Equipe Nürnberger Versicherung \| 16 h 59 min 05 s \| \| 2e \| Nicole Brändli \| Suisse \| Bigla \| + 18 s \| \| 3e \| María Isabel Moreno \| Espagne \| Espagne \| + 28 s \| \| 4e \| Fabiana Luperini \| Italie \| Menikini-Selle Italia-Gysko \| + 52 s \| \| 5e \| Susanne Ljungskog \| Suède \| Flexpoint \| + 1 min 05 s \| \| 6e \| Judith Arndt \| Allemagne \| T-Mobile \| + 1 min 18 s \| \| 7e \| Linda Villumsen \| Danemark \| T-Mobile \| + 2 min 04 s \| \| 8e \| Tatiana Guderzo \| Italie \| AA Drink-Cycling Team \| + 2 min 23 s \| \| 9e \| Marianne Vos \| Pays-Bas \| DSB Bank \| + 2 min 45 s \| \| 10e \| Grete Treier \| Estonie \| SC Michela Fanini Record Rox \| + 3 min 06 s \| |                     |           |                                |                  |
| |                     |           |                                |                  |
| |                     |           |                                |                  |
| Classement général |                     |           |                                |                  |
| Coureur | Coureur             | Pays      | Équipe                         | Temps            |
| 1re | Edita Pučinskaitė   | Lituanie  | Equipe Nürnberger Versicherung | 16 h 59 min 05 s |
| 2e | Nicole Brändli      | Suisse    | Bigla                          | + 18 s           |
| 3e | María Isabel Moreno | Espagne   | Espagne                        | + 28 s           |
| 4e | Fabiana Luperini    | Italie    | Menikini-Selle Italia-Gysko    | + 52 s           |
| 5e | Susanne Ljungskog   | Suède     | Flexpoint                      | + 1 min 05 s     |
| 6e | Judith Arndt        | Allemagne | T-Mobile                       | + 1 min 18 s     |
| 7e | Linda Villumsen     | Danemark  | T-Mobile                       | + 2 min 04 s     |
| 8e | Tatiana Guderzo     | Italie    | AA Drink-Cycling Team          | + 2 min 23 s     |
| 9e | Marianne Vos        | Pays-Bas  | DSB Bank                       | + 2 min 45 s     |
| 10e | Grete Treier        | Estonie   | SC Michela Fanini Record Rox   | + 3 min 06 s     |

### 7eétape
Ombretta Uglini attaque au kilomètre cinq et compte jusqu'à une minute trente d'avance. Dans le quatrième tour, sept coureuses sortent dont Linda Villumsen, Julia Martisova, Leda Cox et Noemi Cantele. Elles sont reprises dans le tour suivant. Dans l'avant dernier tour, c'est Diana Žiliūtė qui tente. Elle est suivie par quatre autres athlètes dont Maja Adamsen et Mirjam Melchers. Le peloton les reprend à treize kilomètres de la ligne. Martisova passe de nouveau à l'offensive avec Inge van den Broeck cette fois. Cette échappée est de courte durée. Au sprint, Ina-Yoko Teutenberg gagne nettement,.
| \| Classement de l'étape \| Classement de l'étape \| Classement de l'étape \| Classement de l'étape \| Classement de l'étape \| \| Coureur \| Coureur \| Pays \| Équipe \| Temps \| \| --------------------- \| --------------------- \| --------------------- \| ----------------------------- \| --------------------- \| \| 1re \| Ina-Yoko Teutenberg \| Allemagne \| T-Mobile \| 2 h 58 min 23 s \| \| 2e \| Rochelle Gilmore \| Australie \| Menikini-Selle Italia-Gysko \| + 0 s \| \| 3e \| Marianne Vos \| Pays-Bas \| DSB Bank \| + 0 s \| \| 4e \| Giorgia Bronzini \| Italie \| Safi-Pasta Zara Manhattan \| + 0 s \| \| 5e \| Martina Corazza \| Italie \| A.S. Team FRW \| + 0 s \| \| 6e \| Grete Treier \| Estonie \| SC Michela Fanini Record Rox \| + 0 s \| \| 7e \| Kirsten Wild \| Pays-Bas \| AA Drink-Cycling Team \| + 0 s \| \| 8e \| Monia Baccaille \| Italie \| Saccarelli EMU Marsciano \| + 0 s \| \| 9e \| Nicole Brändli \| Suisse \| Bigla \| + 0 s \| \| 10e \| Joanne Kiesanowski \| Nouvelle-Zélande \| Raleigh Lifeforce Creation HB \| + 0 s \| |                     |                  |                               |                 |
| |                     |                  |                               |                 |
| |                     |                  |                               |                 |
| Classement de l'étape |                     |                  |                               |                 |
| Coureur | Coureur             | Pays             | Équipe                        | Temps           |
| 1re | Ina-Yoko Teutenberg | Allemagne        | T-Mobile                      | 2 h 58 min 23 s |
| 2e | Rochelle Gilmore    | Australie        | Menikini-Selle Italia-Gysko   | + 0 s           |
| 3e | Marianne Vos        | Pays-Bas         | DSB Bank                      | + 0 s           |
| 4e | Giorgia Bronzini    | Italie           | Safi-Pasta Zara Manhattan     | + 0 s           |
| 5e | Martina Corazza     | Italie           | A.S. Team FRW                 | + 0 s           |
| 6e | Grete Treier        | Estonie          | SC Michela Fanini Record Rox  | + 0 s           |
| 7e | Kirsten Wild        | Pays-Bas         | AA Drink-Cycling Team         | + 0 s           |
| 8e | Monia Baccaille     | Italie           | Saccarelli EMU Marsciano      | + 0 s           |
| 9e | Nicole Brändli      | Suisse           | Bigla                         | + 0 s           |
| 10e | Joanne Kiesanowski  | Nouvelle-Zélande | Raleigh Lifeforce Creation HB | + 0 s           |

| \| Classement général \| Classement général \| Classement général \| Classement général \| Classement général \| \| Coureur \| Coureur \| Pays \| Équipe \| Temps \| \| ------------------ \| ------------------- \| ------------------ \| ------------------------------ \| ------------------ \| \| 1re \| Edita Pučinskaitė \| Lituanie \| Equipe Nürnberger Versicherung \| 19 h 57 min 28 s \| \| 2e \| Nicole Brändli \| Suisse \| Bigla \| + 18 s \| \| 3e \| María Isabel Moreno \| Espagne \| Espagne \| + 36 s \| \| 4e \| Fabiana Luperini \| Italie \| Menikini-Selle Italia-Gysko \| + 52 s \| \| 5e \| Susanne Ljungskog \| Suède \| Flexpoint \| + 1 min 05 s \| \| 6e \| Judith Arndt \| Allemagne \| T-Mobile \| + 1 min 18 s \| \| 7e \| Linda Villumsen \| Danemark \| T-Mobile \| + 2 min 04 s \| \| 8e \| Tatiana Guderzo \| Italie \| AA Drink-Cycling Team \| + 2 min 23 s \| \| 9e \| Marianne Vos \| Pays-Bas \| DSB Bank \| + 2 min 41 s \| \| 10e \| Grete Treier \| Estonie \| SC Michela Fanini Record Rox \| + 3 min 06 s \| |                     |           |                                |                  |
| |                     |           |                                |                  |
| |                     |           |                                |                  |
| Classement général |                     |           |                                |                  |
| Coureur | Coureur             | Pays      | Équipe                         | Temps            |
| 1re | Edita Pučinskaitė   | Lituanie  | Equipe Nürnberger Versicherung | 19 h 57 min 28 s |
| 2e | Nicole Brändli      | Suisse    | Bigla                          | + 18 s           |
| 3e | María Isabel Moreno | Espagne   | Espagne                        | + 36 s           |
| 4e | Fabiana Luperini    | Italie    | Menikini-Selle Italia-Gysko    | + 52 s           |
| 5e | Susanne Ljungskog   | Suède     | Flexpoint                      | + 1 min 05 s     |
| 6e | Judith Arndt        | Allemagne | T-Mobile                       | + 1 min 18 s     |
| 7e | Linda Villumsen     | Danemark  | T-Mobile                       | + 2 min 04 s     |
| 8e | Tatiana Guderzo     | Italie    | AA Drink-Cycling Team          | + 2 min 23 s     |
| 9e | Marianne Vos        | Pays-Bas  | DSB Bank                       | + 2 min 41 s     |
| 10e | Grete Treier        | Estonie   | SC Michela Fanini Record Rox   | + 3 min 06 s     |

### 8eétape
Un groupe de neuf coureuses part au kilomètre vingt-et-un. Il contient entre autres : Sigrid Corneo, Adrie Visser, Noemi Cantele, Luisa Tamanini, Chantal Beltman et Nikki Butterfield. Un groupe de poursuites de cinq coureuses se forme. Il reste intercalé durant trente kilomètres sans parvenir à opérer la jonction. La dernière ascension de la journée réduit le groupe de tête à Corneo, Tamanini, Cantele et Beltman. Les favorites se rapprochent néanmoins rapidement dans la côte et les reprennent ensuite. Svetlana Boubnenkova place une attaque à cinq kilomètres de l'arrivée. Elle est accompagnée de Grete Treier, Marta Bastanielli, Beltman et Tatiana Guderzo. Cette dernière accélère ensuite, mais est immédiatement contrée par Boubnenkova. Reprise, elle repart avec Beltman. La Néerlandaise tente de partir seule, mais c'est la Russe qui s'isole en tête pour s'imposer. Edita Pučinskaitė remporte le Tour d'Italie,.
| \| Classement de l'étape \| Classement de l'étape \| Classement de l'étape \| Classement de l'étape \| Classement de l'étape \| \| Coureur \| Coureur \| Pays \| Équipe \| Temps \| \| --------------------- \| --------------------- \| --------------------- \| ------------------------------ \| --------------------- \| \| 1re \| Svetlana Boubnenkova \| Russie \| Fenixs-HPB \| 2 h 38 min 00 s \| \| 2e \| Grete Treier \| Estonie \| SC Michela Fanini Record Rox \| + 0 s \| \| 3e \| Marta Bastianelli \| Italie \| Safi-Pasta Zara Manhattan \| + 0 s \| \| 4e \| Tatiana Guderzo \| Italie \| AA Drink-Cycling Team \| + 0 s \| \| 5e \| Chantal Beltman \| Pays-Bas \| T-Mobile \| + 0 s \| \| 6e \| Noemi Cantele \| Italie \| Bigla \| + 7 s \| \| 7e \| Fabiana Luperini \| Italie \| Menikini-Selle Italia-Gysko \| + 1 min 20 s \| \| 8e \| Nikki Butterfield \| Australie \| Raleigh Lifeforce Creation HB \| + 1 min 21 s \| \| 9e \| Luisa Tamanini \| Italie \| Safi-Pasta Zara Manhattan \| + 1 min 21 s \| \| 10e \| Edita Pučinskaitė \| Lituanie \| Equipe Nürnberger Versicherung \| + 1 min 21 s \| |                      |           |                                |                 |
| |                      |           |                                |                 |
| |                      |           |                                |                 |
| Classement de l'étape |                      |           |                                |                 |
| Coureur | Coureur              | Pays      | Équipe                         | Temps           |
| 1re | Svetlana Boubnenkova | Russie    | Fenixs-HPB                     | 2 h 38 min 00 s |
| 2e | Grete Treier         | Estonie   | SC Michela Fanini Record Rox   | + 0 s           |
| 3e | Marta Bastianelli    | Italie    | Safi-Pasta Zara Manhattan      | + 0 s           |
| 4e | Tatiana Guderzo      | Italie    | AA Drink-Cycling Team          | + 0 s           |
| 5e | Chantal Beltman      | Pays-Bas  | T-Mobile                       | + 0 s           |
| 6e | Noemi Cantele        | Italie    | Bigla                          | + 7 s           |
| 7e | Fabiana Luperini     | Italie    | Menikini-Selle Italia-Gysko    | + 1 min 20 s    |
| 8e | Nikki Butterfield    | Australie | Raleigh Lifeforce Creation HB  | + 1 min 21 s    |
| 9e | Luisa Tamanini       | Italie    | Safi-Pasta Zara Manhattan      | + 1 min 21 s    |
| 10e | Edita Pučinskaitė    | Lituanie  | Equipe Nürnberger Versicherung | + 1 min 21 s    |

## Classement général final
| \| Classement général \| Classement général \| Classement général \| Classement général \| Classement général \| \| Coureur \| Coureur \| Pays \| Équipe \| Temps \| \| ------------------ \| -------------------- \| ------------------ \| ------------------------------ \| ------------------ \| \| 1re \| Edita Pučinskaitė \| Lituanie \| Equipe Nürnberger Versicherung \| 22 h 36 min 49 s \| \| 2e \| Nicole Brändli \| Suisse \| Bigla \| + 18 s \| \| 3e \| María Isabel Moreno \| Espagne \| Espagne \| + 36 s \| \| 4e \| Fabiana Luperini \| Italie \| Menikini-Selle Italia-Gysko \| + 51 s \| \| 5e \| Tatiana Guderzo \| Italie \| AA Drink-Cycling Team \| + 1 min 02 s \| \| 6e \| Susanne Ljungskog \| Suède \| Flexpoint \| + 1 min 05 s \| \| 7e \| Judith Arndt \| Allemagne \| T-Mobile \| + 1 min 18 s \| \| 8e \| Grete Treier \| Estonie \| SC Michela Fanini Record Rox \| + 1 min 39 s \| \| 9e \| Svetlana Boubnenkova \| Russie \| Fenixs-HPB \| + 1 min 49 s \| \| 10e \| Linda Villumsen \| Danemark \| T-Mobile \| + 2 min 11 s \| |                      |           |                                |                  |
| |                      |           |                                |                  |
| |                      |           |                                |                  |
| Classement général |                      |           |                                |                  |
| Coureur | Coureur              | Pays      | Équipe                         | Temps            |
| 1re | Edita Pučinskaitė    | Lituanie  | Equipe Nürnberger Versicherung | 22 h 36 min 49 s |
| 2e | Nicole Brändli       | Suisse    | Bigla                          | + 18 s           |
| 3e | María Isabel Moreno  | Espagne   | Espagne                        | + 36 s           |
| 4e | Fabiana Luperini     | Italie    | Menikini-Selle Italia-Gysko    | + 51 s           |
| 5e | Tatiana Guderzo      | Italie    | AA Drink-Cycling Team          | + 1 min 02 s     |
| 6e | Susanne Ljungskog    | Suède     | Flexpoint                      | + 1 min 05 s     |
| 7e | Judith Arndt         | Allemagne | T-Mobile                       | + 1 min 18 s     |
| 8e | Grete Treier         | Estonie   | SC Michela Fanini Record Rox   | + 1 min 39 s     |
| 9e | Svetlana Boubnenkova | Russie    | Fenixs-HPB                     | + 1 min 49 s     |
| 10e | Linda Villumsen      | Danemark  | T-Mobile                       | + 2 min 11 s     |

## Classements annexes
| Classement par points | Classement par points | Classement par points | Classement par points          | Classement par points |
| Coureur               | Coureur               | Pays                  | Équipe                         | Points                |
| --------------------- | --------------------- | --------------------- | ------------------------------ | --------------------- |
| 1re                   | Marianne Vos          | Pays-Bas              | DSB Bank                       | 54 pts                |
| 2e                    | Giorgia Bronzini      | Italie                | Safi-Pasta Zara Manhattan      | 45 pts                |
| 3e                    | Grete Treier          | Estonie               | SC Michela Fanini Record Rox   | 45 pts                |
| 4e                    | Rochelle Gilmore      | Australie             | Menikini-Selle Italia-Gysko    | 38 pts                |
| 5e                    | Ina-Yoko Teutenberg   | Allemagne             | T-Mobile                       | 30 pts                |
| 6e                    | Judith Arndt          | Allemagne             | T-Mobile                       | 25 pts                |
| 7e                    | Nicole Brändli        | Suisse                | Bigla                          | 23 pts                |
| 8e                    | Marta Bastianelli     | Italie                | Safi-Pasta Zara Manhattan      | 22 pts                |
| 9e                    | Svetlana Boubnenkova  | Russie                | Fenixs-HPB                     | 19 pts                |
| 10e                   | Edita Pučinskaitė     | Lituanie              | Equipe Nürnberger Versicherung | 16 pts                |

| Classement par points | Classement par points | Classement par points | Classement par points          | Classement par points |
| Coureur               | Coureur               | Pays                  | Équipe                         | Points                |
| --------------------- | --------------------- | --------------------- | ------------------------------ | --------------------- |
| 1re                   | Marianne Vos          | Pays-Bas              | DSB Bank                       | 54 pts                |
| 2e                    | Giorgia Bronzini      | Italie                | Safi-Pasta Zara Manhattan      | 45 pts                |
| 3e                    | Grete Treier          | Estonie               | SC Michela Fanini Record Rox   | 45 pts                |
| 4e                    | Rochelle Gilmore      | Australie             | Menikini-Selle Italia-Gysko    | 38 pts                |
| 5e                    | Ina-Yoko Teutenberg   | Allemagne             | T-Mobile                       | 30 pts                |
| 6e                    | Judith Arndt          | Allemagne             | T-Mobile                       | 25 pts                |
| 7e                    | Nicole Brändli        | Suisse                | Bigla                          | 23 pts                |
| 8e                    | Marta Bastianelli     | Italie                | Safi-Pasta Zara Manhattan      | 22 pts                |
| 9e                    | Svetlana Boubnenkova  | Russie                | Fenixs-HPB                     | 19 pts                |
| 10e                   | Edita Pučinskaitė     | Lituanie              | Equipe Nürnberger Versicherung | 16 pts                |

| Classement de la montagne | Classement de la montagne | Classement de la montagne | Classement de la montagne              | Classement de la montagne |
| Coureur                   | Coureur                   | Pays                      | Équipe                                 | Points                    |
| ------------------------- | ------------------------- | ------------------------- | -------------------------------------- | ------------------------- |
| 1re                       | Svetlana Boubnenkova      | Russie                    | Fenixs-HPB                             | 32 pts                    |
| 2e                        | Luisa Tamanini            | Italie                    | Safi-Pasta Zara Manhattan              | 32 pts                    |
| 3e                        | Edita Pučinskaitė         | Lituanie                  | Equipe Nürnberger Versicherung         | 28 pts                    |
| 4e                        | Noemi Cantele             | Italie                    | Bigla                                  | 28 pts                    |
| 5e                        | Fabiana Luperini          | Italie                    | Menikini-Selle Italia-Gysko            | 23 pts                    |
| 6e                        | Sigrid Corneo             | Italie                    | Menikini-Selle Italia-Gysko            | 15 pts                    |
| 7e                        | Kimberly Anderson         | États-Unis                | T-Mobile                               | 12 pts                    |
| 8e                        | María Isabel Moreno       | Espagne                   | Espagne                                | 12 pts                    |
| 9e                        | Alison Powers             | États-Unis                | Colavita-Sutter Home p/b Cooking Light | 9 pts                     |
| 10e                       | Nicole Brändli            | Suisse                    | Bigla                                  | 9 pts                     |

| Classement de la montagne | Classement de la montagne | Classement de la montagne | Classement de la montagne              | Classement de la montagne |
| Coureur                   | Coureur                   | Pays                      | Équipe                                 | Points                    |
| ------------------------- | ------------------------- | ------------------------- | -------------------------------------- | ------------------------- |
| 1re                       | Svetlana Boubnenkova      | Russie                    | Fenixs-HPB                             | 32 pts                    |
| 2e                        | Luisa Tamanini            | Italie                    | Safi-Pasta Zara Manhattan              | 32 pts                    |
| 3e                        | Edita Pučinskaitė         | Lituanie                  | Equipe Nürnberger Versicherung         | 28 pts                    |
| 4e                        | Noemi Cantele             | Italie                    | Bigla                                  | 28 pts                    |
| 5e                        | Fabiana Luperini          | Italie                    | Menikini-Selle Italia-Gysko            | 23 pts                    |
| 6e                        | Sigrid Corneo             | Italie                    | Menikini-Selle Italia-Gysko            | 15 pts                    |
| 7e                        | Kimberly Anderson         | États-Unis                | T-Mobile                               | 12 pts                    |
| 8e                        | María Isabel Moreno       | Espagne                   | Espagne                                | 12 pts                    |
| 9e                        | Alison Powers             | États-Unis                | Colavita-Sutter Home p/b Cooking Light | 9 pts                     |
| 10e                       | Nicole Brändli            | Suisse                    | Bigla                                  | 9 pts                     |

| Classement du meilleur jeune | Classement du meilleur jeune | Classement du meilleur jeune | Classement du meilleur jeune   | Classement du meilleur jeune |
| Coureur                      | Coureur                      | Pays                         | Équipe                         | Temps                        |
| ---------------------------- | ---------------------------- | ---------------------------- | ------------------------------ | ---------------------------- |
| 1re                          | Tatiana Guderzo              | Italie                       | AA Drink-Cycling Team          | 22 h 37 min 51 s             |
| 2e                           | Linda Villumsen              | Danemark                     | T-Mobile                       | + 1 min 09 s                 |
| 3e                           | Marta Bastianelli            | Italie                       | Safi-Pasta Zara Manhattan      | + 1 min 46 s                 |
| 4e                           | Marianne Vos                 | Pays-Bas                     | DSB Bank                       | + 1 min 46 s                 |
| 5e                           | Claudia Häusler              | Allemagne                    | Equipe Nürnberger Versicherung | + 2 min 56 s                 |
| 6e                           | Monia Baccaille              | Italie                       | Saccarelli EMU Marsciano       | + 10 min 12 s                |
| 7e                           | Elena Kuchinskaya            | Russie                       | A.S. Team FRW                  | + 12 min 17 s                |
| 8e                           | Daniela Fusar Poli           | Italie                       | Safi-Pasta Zara Manhattan      | + 14 min 19 s                |
| 9e                           | Katy Redolini                | Italie                       | USC Chirio Forno d'Asolo       | + 14 min 30 s                |
| 10e                          | Anna Zugno                   | Italie                       | Safi-Pasta Zara Manhattan      | + 14 min 41 s                |

| Classement du meilleur jeune | Classement du meilleur jeune | Classement du meilleur jeune | Classement du meilleur jeune   | Classement du meilleur jeune |
| Coureur                      | Coureur                      | Pays                         | Équipe                         | Temps                        |
| ---------------------------- | ---------------------------- | ---------------------------- | ------------------------------ | ---------------------------- |
| 1re                          | Tatiana Guderzo              | Italie                       | AA Drink-Cycling Team          | 22 h 37 min 51 s             |
| 2e                           | Linda Villumsen              | Danemark                     | T-Mobile                       | + 1 min 09 s                 |
| 3e                           | Marta Bastianelli            | Italie                       | Safi-Pasta Zara Manhattan      | + 1 min 46 s                 |
| 4e                           | Marianne Vos                 | Pays-Bas                     | DSB Bank                       | + 1 min 46 s                 |
| 5e                           | Claudia Häusler              | Allemagne                    | Equipe Nürnberger Versicherung | + 2 min 56 s                 |
| 6e                           | Monia Baccaille              | Italie                       | Saccarelli EMU Marsciano       | + 10 min 12 s                |
| 7e                           | Elena Kuchinskaya            | Russie                       | A.S. Team FRW                  | + 12 min 17 s                |
| 8e                           | Daniela Fusar Poli           | Italie                       | Safi-Pasta Zara Manhattan      | + 14 min 19 s                |
| 9e                           | Katy Redolini                | Italie                       | USC Chirio Forno d'Asolo       | + 14 min 30 s                |
| 10e                          | Anna Zugno                   | Italie                       | Safi-Pasta Zara Manhattan      | + 14 min 41 s                |

## Évolution des classements
| Étape              |                           | Vainqueur _          | Classement général | Classement par points | Meilleur grimpeur    | Meilleur jeune  |
| ------------------ | ------------------------- | -------------------- | ------------------ | --------------------- | -------------------- | --------------- |
| Prologue           | prologue                  | Edita Pučinskaitė    | Edita Pučinskaitė  | non attribué          | non attribué         | Monica Holler   |
| 1re étape          | étape de plaine           | Giorgia Bronzini     | Edita Pučinskaitė  | Giorgia Bronzini      | non attribué         | Monica Holler   |
| 2e étape           | étape de plaine           | Marianne Vos         | Diana Žiliūtė      | Marianne Vos          | non attribué         | Monica Holler   |
| 3e étape           | contre-la-montre en côte  | Edita Pučinskaitė    | Edita Pučinskaitė  | Marianne Vos          | Edita Pučinskaitė    | Claudia Häusler |
| 4e étape           | étape vallonnée           | Ina-Yoko Teutenberg  | Edita Pučinskaitė  | Marianne Vos          | Edita Pučinskaitė    | Claudia Häusler |
| 5e étape           | étape de moyenne montagne | Nicole Brändli       | Edita Pučinskaitė  | Marianne Vos          | Svetlana Boubnenkova | Linda Villumsen |
| 6e étape           | étape de plaine           | Judith Arndt         | Edita Pučinskaitė  | Marianne Vos          | Svetlana Boubnenkova | Linda Villumsen |
| 7e étape           | étape de plaine           | Ina-Yoko Teutenberg  | Edita Pučinskaitė  | Marianne Vos          | Svetlana Boubnenkova | Linda Villumsen |
| 8e étape           | étape vallonnée           | Svetlana Boubnenkova | Edita Pučinskaitė  | Marianne Vos          | Svetlana Boubnenkova | Tatiana Guderzo |
| Classements finals | Classements finals        |                      | Edita Pučinskaitė  | Marianne Vos          | Svetlana Boubnenkova | Tatiana Guderzo |

## Liste des participantes
| Equipe Nürnberger Versicherung NUR | Equipe Nürnberger Versicherung NUR | Equipe Nürnberger Versicherung NUR |
| ---------------------------------- | ---------------------------------- | ---------------------------------- |
| Num                                | Coureur                            | Pos                                |
| 1                                  | Edita Pučinskaitė (LTU) (route)    | 1re                                |
| 2                                  | Claudia Häusler (GER)              | 16e                                |
| 3                                  | Charlotte Becker (GER)             | AB-8                               |
| 4                                  | Eva Lutz (GER)                     | 54e                                |
| 5                                  | Regina Schleicher (GER)            | AB-8                               |
| 6                                  | Claudia Stumpf (GER)               | AB                                 |
| 7                                  | Modesta Vžesniauskaitė (LTU)       | AB                                 |

| AA Drink-Cycling Team AAD | AA Drink-Cycling Team AAD        | AA Drink-Cycling Team AAD |
| ------------------------- | -------------------------------- | ------------------------- |
| Num                       | Coureur                          | Pos                       |
| 11                        | Tatiana Guderzo (ITA)            | 5e                        |
| 12                        | Paulina Brzeźna-Bentkowska (POL) | AB                        |
| 13                        | Roxane Knetemann (NED)           | AB                        |
| 14                        | Irene van den Broek (NED)        | 32e                       |
| 15                        | Kirsten Wild (NED)               | 46e                       |
| 16                        | Inge van den Broeck (BEL)        | 36e                       |
| 17                        | Kathleen Sterckx (BEL)           | NP-5                      |
| 18                        | Josephine Groenveld (NED)        | AB                        |

| Raleigh Lifeforce Creation HB RLT | Raleigh Lifeforce Creation HB RLT | Raleigh Lifeforce Creation HB RLT |
| --------------------------------- | --------------------------------- | --------------------------------- |
| Num                               | Coureur                           | Pos                               |
| 21                                | Nicole Cooke (GBR) (route)        | NP-0                              |
| 22                                | Emma Rickards (AUS)               | 94e                               |
| 23                                | Tanja Slater (GBR)                | AB-5                              |
| 24                                | Patricia Schwager (SUI)           | 22e                               |
| 25                                | Joanne Kiesanowski (NZL)          | 42e                               |
| 26                                | Nikki Butterfield (AUS)           | 51e                               |
| 27                                | Karin Thürig (SUI) (chrono)       | 28e                               |
| 28                                | Sarah Düster (GER)                | AB-5                              |

| USC Chirio Forno d'Asolo USC | USC Chirio Forno d'Asolo USC     | USC Chirio Forno d'Asolo USC |
| ---------------------------- | -------------------------------- | ---------------------------- |
| Num                          | Coureur                          | Pos                          |
| 31                           | Laura Lozano (COL)               | 70e                          |
| 32                           | Jolanta Polikevičiūtė (LTU)      | AB                           |
| 33                           | Rasa Polikevičiūtė (LTU)         | 29e                          |
| 34                           | Uênia Fernandes Da Souza (BRA)   | 49e                          |
| 35                           | Mónica Lorena Méndez Ortiz (COL) | 102e                         |
| 36                           | Katy Redolini (ITA)              | 39e                          |
| 37                           | Samantha Profumo (ITA)           | 97e                          |
| 38                           | Ombretta Ugolini (ITA)           | 67e                          |

| Safi-Pasta Zara Manhattan SAF | Safi-Pasta Zara Manhattan SAF | Safi-Pasta Zara Manhattan SAF |
| ----------------------------- | ----------------------------- | ----------------------------- |
| Num                           | Coureur                       | Pos                           |
| 41                            | Marta Bastianelli (ITA)       | 11e                           |
| 42                            | Gintarė Gaivenytė (LTU)       | AB-7                          |
| 43                            | Daniela Fusar Poli (ITA)      | 38e                           |
| 44                            | Anna Zugno (ITA)              | 41e                           |
| 45                            | Giorgia Bronzini (ITA)        | 60e                           |
| 46                            | Luisa Tamanini (ITA)          | 27e                           |
| 47                            | Diana Žiliūtė (LTU)           | 25e                           |
| 48                            | Alessandra Borchi (ITA)       | 75e                           |

| Menikini-Selle Italia-Gysko MSG | Menikini-Selle Italia-Gysko MSG  | Menikini-Selle Italia-Gysko MSG |
| ------------------------------- | -------------------------------- | ------------------------------- |
| Num                             | Coureur                          | Pos                             |
| 51                              | Fabiana Luperini (ITA)           | 4e                              |
| 52                              | Sigrid Corneo (ITA)              | 19e                             |
| 53                              | Olivia Gollan (AUS)              | 44e                             |
| 54                              | Dorte Lohse Rasmussen (DEN)      | 40e                             |
| 55                              | Silvia Valsecchi (ITA)           | 23e                             |
| 56                              | Miho Oki (JPN) (route et chrono) | NP-5                            |
| 57                              | Élodie Touffet (FRA)             | 68e                             |
| 58                              | Rochelle Gilmore (AUS)           | 79e                             |

| A.S. Team FRW FRW | A.S. Team FRW FRW                          | A.S. Team FRW FRW |
| ----------------- | ------------------------------------------ | ----------------- |
| Num               | Coureur                                    | Pos               |
| 61                | Elena Kuchinskaya (RUS)                    | 33e               |
| 62                | Verónica Leal (MEX)                        | 13e               |
| 63                | Silvia Parietti (ITA)                      | 34e               |
| 64                | Tatsiana Sharakova (BLR) (route et chrono) | 48e               |
| 65                | Martina Corazza (ITA)                      | 50e               |
| 66                | Julia Martisova (RUS)                      | 14e               |
| 67                | Tania Belvederesi (ITA)                    | NP-5              |
| 68                | Kettj Manfrin (ITA)                        | NP-8              |

| T-Mobile TMP | T-Mobile TMP              | T-Mobile TMP |
| ------------ | ------------------------- | ------------ |
| Num          | Coureur                   | Pos          |
| 71           | Judith Arndt (GER)        | 7e           |
| 72           | Kimberly Anderson (USA)   | 24e          |
| 73           | Katherine Bates (AUS)     | 93e          |
| 74           | Ina-Yoko Teutenberg (GER) | 92e          |
| 75           | Linda Villumsen (DEN)     | 10e          |
| 76           | Chantal Beltman (NED)     | 18e          |
| 77           | Oenone Wood (AUS)         | 58e          |

| CMAX Dila-Guerciotti-Cogeas DGC | CMAX Dila-Guerciotti-Cogeas DGC | CMAX Dila-Guerciotti-Cogeas DGC |
| ------------------------------- | ------------------------------- | ------------------------------- |
| Num                             | Coureur                         | Pos                             |
| 81                              | Maja Adamsen (DEN)              | 21e                             |
| 82                              | Aimee Vasse (USA)               | AB                              |
| 83                              | Marta Vilajosana (ESP)          | 20e                             |
| 84                              | Maria Helena Bornak (DEN)       | AB-3                            |
| 85                              | Emanuela Azzini (ITA)           | AB-7                            |
| 86                              | Mette Fischer Andreasen         | 55e                             |
| 87                              | Oxana Kostenko (RUS)            | AB                              |
| 88                              | Evelyn García (route)           | AB                              |

| SC Michela Fanini Record Rox MIC | SC Michela Fanini Record Rox MIC     | SC Michela Fanini Record Rox MIC |
| -------------------------------- | ------------------------------------ | -------------------------------- |
| Num                              | Coureur                              | Pos                              |
| 91                               | Grete Treier (EST) (route et chrono) | 8e                               |
| 92                               | Daiva Tušlaitė (LTU)                 | AB-7                             |
| 93                               | Jennifer Fiori (ITA)                 | 62e                              |
| 94                               | Valentina Bastianelli (ITA)          | AB-7                             |
| 95                               | Rosane Kirch (BRA)                   | 35e                              |
| 96                               | Sara Mustonen (SWE)                  | 59e                              |
| 97                               | Veronica Alessio (ITA)               | AB-6                             |
| 98                               | Marika Plagenzi (ITA)                | AB-6                             |

| DSB Bank DSB | DSB Bank DSB                   | DSB Bank DSB |
| ------------ | ------------------------------ | ------------ |
| Num          | Coureur                        | Pos          |
| 101          | Marianne Vos (NED) (route)     | 12e          |
| 102          | Andrea Bosman (NED)            | 31e          |
| 103          | Sanne van Paassen (NED)        | 74e          |
| 104          | Sharon van Essen (NED)         | 69e          |
| 104          | Noortje Tabak (NED)            | 72e          |
| 105          | Adrie Visser (NED)             | 53e          |
| 106          | Ludivine Henrion (BEL) (route) | AB-7         |
| 107          | Linda van Rijen (NED)          | 65e          |

| Top Girls Fassa Bortolo Raxy Line TOG | Top Girls Fassa Bortolo Raxy Line TOG | Top Girls Fassa Bortolo Raxy Line TOG |
| ------------------------------------- | ------------------------------------- | ------------------------------------- |
| Num                                   | Coureur                               | Pos                                   |
| 111                                   | Laura Pisaneschi (ITA)                | AB-7                                  |
| 112                                   | Francesca Tognali (ITA)               | 47e                                   |
| 113                                   | Serena Danesi (ITA)                   | 45e                                   |
| 114                                   | Lisa Gatto (ITA)                      | AB                                    |
| 115                                   | Laura Basso (ITA)                     | 76e                                   |
| 116                                   | Maria Cazzola (ITA)                   | AB                                    |
| 117                                   | Laura Bignotto (ITA)                  | AB-6                                  |
| 118                                   | Anna Farina (ITA)                     | 101e                                  |

| Saccarelli EMU Marsciano SEM | Saccarelli EMU Marsciano SEM | Saccarelli EMU Marsciano SEM |
| ---------------------------- | ---------------------------- | ---------------------------- |
| Num                          | Coureur                      | Pos                          |
| 121                          | Leda Cox (GBR)               | 96e                          |
| 122                          | Monia Baccaille (ITA)        | 30e                          |
| 123                          | Alessandra D'Ettorre (ITA)   | 98e                          |
| 124                          | Miyoko Karami (JPN)          | 52e                          |
| 125                          | Alice Marmorini (ITA)        | 85e                          |
| 126                          | Chiara Rozzini (ITA)         | 90e                          |
| 127                          | Samantha Galassi (ITA)       | AB-6                         |
| 128                          | Giovanna Troldi (ITA)        | 77e                          |

| Bigla BCT | Bigla BCT                                | Bigla BCT |
| --------- | ---------------------------------------- | --------- |
| Num       | Coureur                                  | Pos       |
| 131       | Nicole Brändli (SUI)                     | 2e        |
| 132       | Monika Furrer (SUI)                      | 61e       |
| 133       | Noemi Cantele (ITA)                      | 15e       |
| 134       | Bettina Kühn (SUI)                       | 80e       |
| 135       | Monica Holler (SWE)                      | 87e       |
| 136       | Andrea Knecht (SUI)                      | 63e       |
| 138       | Zulfiya Zabirova (KAZ) (route et chrono) | 71e       |

| Fenixs-HPB FEN | Fenixs-HPB FEN                   | Fenixs-HPB FEN |
| -------------- | -------------------------------- | -------------- |
| Num            | Coureur                          | Pos            |
| 141            | Svetlana Boubnenkova (RUS)       | 9e             |
| 142            | Tatiana Antoshina (RUS) (chrono) | AB-8           |
| 143            | Natalja Bojarskaja (RUS) (route) | AB-6           |
| 145            | Suzie Godart (LUX) (route)       | AB-2           |
| 146            | Olga Sljussarewa (RUS)           | 64e            |
| 147            | Deborah Mascelli (ITA)           | 99e            |

| Flexpoint FLX | Flexpoint FLX                 | Flexpoint FLX |
| ------------- | ----------------------------- | ------------- |
| Num           | Coureur                       | Pos           |
| 151           | Susanne Ljungskog (SWE)       | 6e            |
| 152           | Loes Markerink (NED)          | 81e           |
| 153           | Amber Neben (USA)             | AB            |
| 154           | Trine Schmidt (DEN) (chrono)  | 95e           |
| 155           | Mirjam Melchers (NED)         | 27e           |
| 156           | Suzanne van Veen (NED)        | AB            |
| 157           | Luise Keller (GER) (route)    | AB-4          |
| 158           | Loes Gunnewijk (NED) (chrono) | 43e           |

| Bizkaia-Panda Software-Durango BPD | Bizkaia-Panda Software-Durango BPD | Bizkaia-Panda Software-Durango BPD |
| ---------------------------------- | ---------------------------------- | ---------------------------------- |
| Num                                | Coureur                            | Pos                                |
| 161                                | Ione Mujika (ESP)                  | 57e                                |
| 162                                | Mireia Epelde (ESP)                | 100e                               |
| 163                                | Arantzazu Azpiroz (ESP)            | 86e                                |
| 164                                | Agurtzane Elorriaga (ESP)          | 83e                                |
| 165                                | Nekane Lasa (ESP)                  | 73e                                |
| 166                                | Iosune Murillo Elkano (ESP)        | 56e                                |
| 167                                | Naiara Telletxea (ESP)             | AB-4                               |

| Colavita-Sutter Home p/b Cooking Light ___ | Colavita-Sutter Home p/b Cooking Light ___ | Colavita-Sutter Home p/b Cooking Light ___ |
| ------------------------------------------ | ------------------------------------------ | ------------------------------------------ |
| Num                                        | Coureur                                    | Pos                                        |
| 171                                        | Sarah Tillotson (USA)                      | 91e                                        |
| 172                                        | Dotsie Bausch (USA)                        | AB                                         |
| 173                                        | Iona Wynter                                | 84e                                        |
| 174                                        | Alison Powers (USA)                        | 26e                                        |
| 175                                        | Andrea Dvorak (USA)                        | 82e                                        |
| 176                                        | Tina Pic (USA)                             | 78e                                        |
| 177                                        | Stacey Spencer (CAN)                       | AB                                         |

| Espagne ESP | Espagne ESP                           | Espagne ESP |
| ----------- | ------------------------------------- | ----------- |
| Num         | Coureur                               | Pos         |
| 181         | María Isabel Moreno (route et chrono) | 3e          |
| 182         | Biviana González Freire               | 88e         |
| 183         | Silvia Tirado Márquez                 | AB-8        |
| 184         | Dorleta Zorrilla                      | AB-4        |
| 185         | Rosario Rodriguez                     | 89e         |
| 186         | Ana Garcia                            | AB-6        |
| 187         | Patricia Perez Jimenez                | AB-6        |

| Equipe Nürnberger Versicherung NUR | Equipe Nürnberger Versicherung NUR | Equipe Nürnberger Versicherung NUR |
| ---------------------------------- | ---------------------------------- | ---------------------------------- |
| Num                                | Coureur                            | Pos                                |
| 1                                  | Edita Pučinskaitė (LTU) (route)    | 1re                                |
| 2                                  | Claudia Häusler (GER)              | 16e                                |
| 3                                  | Charlotte Becker (GER)             | AB-8                               |
| 4                                  | Eva Lutz (GER)                     | 54e                                |
| 5                                  | Regina Schleicher (GER)            | AB-8                               |
| 6                                  | Claudia Stumpf (GER)               | AB                                 |
| 7                                  | Modesta Vžesniauskaitė (LTU)       | AB                                 |

| AA Drink-Cycling Team AAD | AA Drink-Cycling Team AAD        | AA Drink-Cycling Team AAD |
| ------------------------- | -------------------------------- | ------------------------- |
| Num                       | Coureur                          | Pos                       |
| 11                        | Tatiana Guderzo (ITA)            | 5e                        |
| 12                        | Paulina Brzeźna-Bentkowska (POL) | AB                        |
| 13                        | Roxane Knetemann (NED)           | AB                        |
| 14                        | Irene van den Broek (NED)        | 32e                       |
| 15                        | Kirsten Wild (NED)               | 46e                       |
| 16                        | Inge van den Broeck (BEL)        | 36e                       |
| 17                        | Kathleen Sterckx (BEL)           | NP-5                      |
| 18                        | Josephine Groenveld (NED)        | AB                        |

| Raleigh Lifeforce Creation HB RLT | Raleigh Lifeforce Creation HB RLT | Raleigh Lifeforce Creation HB RLT |
| --------------------------------- | --------------------------------- | --------------------------------- |
| Num                               | Coureur                           | Pos                               |
| 21                                | Nicole Cooke (GBR) (route)        | NP-0                              |
| 22                                | Emma Rickards (AUS)               | 94e                               |
| 23                                | Tanja Slater (GBR)                | AB-5                              |
| 24                                | Patricia Schwager (SUI)           | 22e                               |
| 25                                | Joanne Kiesanowski (NZL)          | 42e                               |
| 26                                | Nikki Butterfield (AUS)           | 51e                               |
| 27                                | Karin Thürig (SUI) (chrono)       | 28e                               |
| 28                                | Sarah Düster (GER)                | AB-5                              |

| USC Chirio Forno d'Asolo USC | USC Chirio Forno d'Asolo USC     | USC Chirio Forno d'Asolo USC |
| ---------------------------- | -------------------------------- | ---------------------------- |
| Num                          | Coureur                          | Pos                          |
| 31                           | Laura Lozano (COL)               | 70e                          |
| 32                           | Jolanta Polikevičiūtė (LTU)      | AB                           |
| 33                           | Rasa Polikevičiūtė (LTU)         | 29e                          |
| 34                           | Uênia Fernandes Da Souza (BRA)   | 49e                          |
| 35                           | Mónica Lorena Méndez Ortiz (COL) | 102e                         |
| 36                           | Katy Redolini (ITA)              | 39e                          |
| 37                           | Samantha Profumo (ITA)           | 97e                          |
| 38                           | Ombretta Ugolini (ITA)           | 67e                          |

| Safi-Pasta Zara Manhattan SAF | Safi-Pasta Zara Manhattan SAF | Safi-Pasta Zara Manhattan SAF |
| ----------------------------- | ----------------------------- | ----------------------------- |
| Num                           | Coureur                       | Pos                           |
| 41                            | Marta Bastianelli (ITA)       | 11e                           |
| 42                            | Gintarė Gaivenytė (LTU)       | AB-7                          |
| 43                            | Daniela Fusar Poli (ITA)      | 38e                           |
| 44                            | Anna Zugno (ITA)              | 41e                           |
| 45                            | Giorgia Bronzini (ITA)        | 60e                           |
| 46                            | Luisa Tamanini (ITA)          | 27e                           |
| 47                            | Diana Žiliūtė (LTU)           | 25e                           |
| 48                            | Alessandra Borchi (ITA)       | 75e                           |

| Menikini-Selle Italia-Gysko MSG | Menikini-Selle Italia-Gysko MSG  | Menikini-Selle Italia-Gysko MSG |
| ------------------------------- | -------------------------------- | ------------------------------- |
| Num                             | Coureur                          | Pos                             |
| 51                              | Fabiana Luperini (ITA)           | 4e                              |
| 52                              | Sigrid Corneo (ITA)              | 19e                             |
| 53                              | Olivia Gollan (AUS)              | 44e                             |
| 54                              | Dorte Lohse Rasmussen (DEN)      | 40e                             |
| 55                              | Silvia Valsecchi (ITA)           | 23e                             |
| 56                              | Miho Oki (JPN) (route et chrono) | NP-5                            |
| 57                              | Élodie Touffet (FRA)             | 68e                             |
| 58                              | Rochelle Gilmore (AUS)           | 79e                             |

| A.S. Team FRW FRW | A.S. Team FRW FRW                          | A.S. Team FRW FRW |
| ----------------- | ------------------------------------------ | ----------------- |
| Num               | Coureur                                    | Pos               |
| 61                | Elena Kuchinskaya (RUS)                    | 33e               |
| 62                | Verónica Leal (MEX)                        | 13e               |
| 63                | Silvia Parietti (ITA)                      | 34e               |
| 64                | Tatsiana Sharakova (BLR) (route et chrono) | 48e               |
| 65                | Martina Corazza (ITA)                      | 50e               |
| 66                | Julia Martisova (RUS)                      | 14e               |
| 67                | Tania Belvederesi (ITA)                    | NP-5              |
| 68                | Kettj Manfrin (ITA)                        | NP-8              |

| T-Mobile TMP | T-Mobile TMP              | T-Mobile TMP |
| ------------ | ------------------------- | ------------ |
| Num          | Coureur                   | Pos          |
| 71           | Judith Arndt (GER)        | 7e           |
| 72           | Kimberly Anderson (USA)   | 24e          |
| 73           | Katherine Bates (AUS)     | 93e          |
| 74           | Ina-Yoko Teutenberg (GER) | 92e          |
| 75           | Linda Villumsen (DEN)     | 10e          |
| 76           | Chantal Beltman (NED)     | 18e          |
| 77           | Oenone Wood (AUS)         | 58e          |

| CMAX Dila-Guerciotti-Cogeas DGC | CMAX Dila-Guerciotti-Cogeas DGC | CMAX Dila-Guerciotti-Cogeas DGC |
| ------------------------------- | ------------------------------- | ------------------------------- |
| Num                             | Coureur                         | Pos                             |
| 81                              | Maja Adamsen (DEN)              | 21e                             |
| 82                              | Aimee Vasse (USA)               | AB                              |
| 83                              | Marta Vilajosana (ESP)          | 20e                             |
| 84                              | Maria Helena Bornak (DEN)       | AB-3                            |
| 85                              | Emanuela Azzini (ITA)           | AB-7                            |
| 86                              | Mette Fischer Andreasen         | 55e                             |
| 87                              | Oxana Kostenko (RUS)            | AB                              |
| 88                              | Evelyn García (route)           | AB                              |

| SC Michela Fanini Record Rox MIC | SC Michela Fanini Record Rox MIC     | SC Michela Fanini Record Rox MIC |
| -------------------------------- | ------------------------------------ | -------------------------------- |
| Num                              | Coureur                              | Pos                              |
| 91                               | Grete Treier (EST) (route et chrono) | 8e                               |
| 92                               | Daiva Tušlaitė (LTU)                 | AB-7                             |
| 93                               | Jennifer Fiori (ITA)                 | 62e                              |
| 94                               | Valentina Bastianelli (ITA)          | AB-7                             |
| 95                               | Rosane Kirch (BRA)                   | 35e                              |
| 96                               | Sara Mustonen (SWE)                  | 59e                              |
| 97                               | Veronica Alessio (ITA)               | AB-6                             |
| 98                               | Marika Plagenzi (ITA)                | AB-6                             |

| DSB Bank DSB | DSB Bank DSB                   | DSB Bank DSB |
| ------------ | ------------------------------ | ------------ |
| Num          | Coureur                        | Pos          |
| 101          | Marianne Vos (NED) (route)     | 12e          |
| 102          | Andrea Bosman (NED)            | 31e          |
| 103          | Sanne van Paassen (NED)        | 74e          |
| 104          | Sharon van Essen (NED)         | 69e          |
| 104          | Noortje Tabak (NED)            | 72e          |
| 105          | Adrie Visser (NED)             | 53e          |
| 106          | Ludivine Henrion (BEL) (route) | AB-7         |
| 107          | Linda van Rijen (NED)          | 65e          |

| Top Girls Fassa Bortolo Raxy Line TOG | Top Girls Fassa Bortolo Raxy Line TOG | Top Girls Fassa Bortolo Raxy Line TOG |
| ------------------------------------- | ------------------------------------- | ------------------------------------- |
| Num                                   | Coureur                               | Pos                                   |
| 111                                   | Laura Pisaneschi (ITA)                | AB-7                                  |
| 112                                   | Francesca Tognali (ITA)               | 47e                                   |
| 113                                   | Serena Danesi (ITA)                   | 45e                                   |
| 114                                   | Lisa Gatto (ITA)                      | AB                                    |
| 115                                   | Laura Basso (ITA)                     | 76e                                   |
| 116                                   | Maria Cazzola (ITA)                   | AB                                    |
| 117                                   | Laura Bignotto (ITA)                  | AB-6                                  |
| 118                                   | Anna Farina (ITA)                     | 101e                                  |

| Saccarelli EMU Marsciano SEM | Saccarelli EMU Marsciano SEM | Saccarelli EMU Marsciano SEM |
| ---------------------------- | ---------------------------- | ---------------------------- |
| Num                          | Coureur                      | Pos                          |
| 121                          | Leda Cox (GBR)               | 96e                          |
| 122                          | Monia Baccaille (ITA)        | 30e                          |
| 123                          | Alessandra D'Ettorre (ITA)   | 98e                          |
| 124                          | Miyoko Karami (JPN)          | 52e                          |
| 125                          | Alice Marmorini (ITA)        | 85e                          |
| 126                          | Chiara Rozzini (ITA)         | 90e                          |
| 127                          | Samantha Galassi (ITA)       | AB-6                         |
| 128                          | Giovanna Troldi (ITA)        | 77e                          |

| Bigla BCT | Bigla BCT                                | Bigla BCT |
| --------- | ---------------------------------------- | --------- |
| Num       | Coureur                                  | Pos       |
| 131       | Nicole Brändli (SUI)                     | 2e        |
| 132       | Monika Furrer (SUI)                      | 61e       |
| 133       | Noemi Cantele (ITA)                      | 15e       |
| 134       | Bettina Kühn (SUI)                       | 80e       |
| 135       | Monica Holler (SWE)                      | 87e       |
| 136       | Andrea Knecht (SUI)                      | 63e       |
| 138       | Zulfiya Zabirova (KAZ) (route et chrono) | 71e       |

| Fenixs-HPB FEN | Fenixs-HPB FEN                   | Fenixs-HPB FEN |
| -------------- | -------------------------------- | -------------- |
| Num            | Coureur                          | Pos            |
| 141            | Svetlana Boubnenkova (RUS)       | 9e             |
| 142            | Tatiana Antoshina (RUS) (chrono) | AB-8           |
| 143            | Natalja Bojarskaja (RUS) (route) | AB-6           |
| 145            | Suzie Godart (LUX) (route)       | AB-2           |
| 146            | Olga Sljussarewa (RUS)           | 64e            |
| 147            | Deborah Mascelli (ITA)           | 99e            |

| Flexpoint FLX | Flexpoint FLX                 | Flexpoint FLX |
| ------------- | ----------------------------- | ------------- |
| Num           | Coureur                       | Pos           |
| 151           | Susanne Ljungskog (SWE)       | 6e            |
| 152           | Loes Markerink (NED)          | 81e           |
| 153           | Amber Neben (USA)             | AB            |
| 154           | Trine Schmidt (DEN) (chrono)  | 95e           |
| 155           | Mirjam Melchers (NED)         | 27e           |
| 156           | Suzanne van Veen (NED)        | AB            |
| 157           | Luise Keller (GER) (route)    | AB-4          |
| 158           | Loes Gunnewijk (NED) (chrono) | 43e           |

| Bizkaia-Panda Software-Durango BPD | Bizkaia-Panda Software-Durango BPD | Bizkaia-Panda Software-Durango BPD |
| ---------------------------------- | ---------------------------------- | ---------------------------------- |
| Num                                | Coureur                            | Pos                                |
| 161                                | Ione Mujika (ESP)                  | 57e                                |
| 162                                | Mireia Epelde (ESP)                | 100e                               |
| 163                                | Arantzazu Azpiroz (ESP)            | 86e                                |
| 164                                | Agurtzane Elorriaga (ESP)          | 83e                                |
| 165                                | Nekane Lasa (ESP)                  | 73e                                |
| 166                                | Iosune Murillo Elkano (ESP)        | 56e                                |
| 167                                | Naiara Telletxea (ESP)             | AB-4                               |

| Colavita-Sutter Home p/b Cooking Light ___ | Colavita-Sutter Home p/b Cooking Light ___ | Colavita-Sutter Home p/b Cooking Light ___ |
| ------------------------------------------ | ------------------------------------------ | ------------------------------------------ |
| Num                                        | Coureur                                    | Pos                                        |
| 171                                        | Sarah Tillotson (USA)                      | 91e                                        |
| 172                                        | Dotsie Bausch (USA)                        | AB                                         |
| 173                                        | Iona Wynter                                | 84e                                        |
| 174                                        | Alison Powers (USA)                        | 26e                                        |
| 175                                        | Andrea Dvorak (USA)                        | 82e                                        |
| 176                                        | Tina Pic (USA)                             | 78e                                        |
| 177                                        | Stacey Spencer (CAN)                       | AB                                         |

| Espagne ESP | Espagne ESP                           | Espagne ESP |
| ----------- | ------------------------------------- | ----------- |
| Num         | Coureur                               | Pos         |
| 181         | María Isabel Moreno (route et chrono) | 3e          |
| 182         | Biviana González Freire               | 88e         |
| 183         | Silvia Tirado Márquez                 | AB-8        |
| 184         | Dorleta Zorrilla                      | AB-4        |
| 185         | Rosario Rodriguez                     | 89e         |
| 186         | Ana Garcia                            | AB-6        |
| 187         | Patricia Perez Jimenez                | AB-6        |

Les dossards sont inconnus.

## Dopage
Svetlana Boubnenkova est plus tard contrôlée positive à l'EPO, elle est suspendue deux ans à partir d'avril 2007 et perd ses résultats obtenue entre juin et septembre 2007.

### Autre
- (it) Site officiel
- (it) « Tappa Giro Donne 2007 - Riese Pio X - Pontecchio Polesine », sur you tube (consulté le 26 janvier 2024)
- « Giro Donne 2007 - Cornaredo », sur you tube (consulté le 26 janvier 2024)